# NeoOffice
NeoOffice（ネオオフィス）は、macOS用のソフトウェア。オープンソースのオフィススイートであるOpenOffice.org（以下、OOo）から分岐して開発されていたもので、同バージョンのOOoとほぼ同等の機能を備えていた。2018年6月現在は、LibreOffice 4.4ベースとなっている。ワープロ、表計算、プレゼンテーション、ドローソフトの機能がある。
開発元は NeoOffice.org で、主な開発者は Patrick Luby と Edward Peterlin。SolarisとLinux用に開発されたOOoと、macOSのAquaインタフェースを統合するために、過去にはJavaテクノロジーが使われていた。LibreOfficeベースの2018年現在はDBなどの一部機能を除いてJavaは使われていない。
2023年9月2日にリリースされたバージョン2022.7が最終となった。2023年12月にNeoOfficeは開発を終了し、開発者はユーザにLibreOfficeへの移行を推奨した。

## 概要
OpenOffice.org3.0より以前、OpenOffice.orgにはすでにX11版があったが、Aquaネイティヴで動くOpenOffice.orgの開発は長年停滞していた。そのためMac上でネイティヴに動くOpenOffice.orgを開発することを目的に開発が始まった。

## 特徴
X11には問題があり、macOSで利用できるが、X11版OOoの使用にはApple X11かXDarwinをインストールする必要があり、また日本語入力などいくつかの問題がある。そのため、Mac上ではOOoでなくNeoOfficeの利用が推奨されていた。
NeoOfficeのほうがインストールが簡単で、Aqua版OpenOffice.orgより概ねAquaライクなインタフェース（デスクトップ上部のメニューバーや親切なキーボードショートカットなど）を備え、macOSのフォントや印刷サービス、クリップボード、ドラッグ・アンド・ドロップ機能などが利用でき、OOoよりMacとの親和性が高い。
ただし、NeoOfficeをストレス無く動かすにはX11版より多くのメモリが必要であり、いくつかの機能の処理速度がやや遅いことが指摘されている。また追加されたコードはOOoほどテストを受けているとはいえない。
2018年時点のNeoOfficeは、Microsoft Officeとの互換性のある、LibreOffice 4.4ベースである。

## 開発
NeoOffice/JはGPLライセンスを採用しており、そのソースコードを改変して作成したソフトウェアを配布する場合、自由ソフトウェアとして提供されなければならないと定めている。対してOOoは以前LGPLライセンスとSISSLを使用していたが、SISSLの廃止によりLGPLに一本化された。なおOpenOffice.orgの商業版として、サン・マイクロシステムズがStarOfficeを販売していた。
関連プロジェクトにNeoOffice/Cがある。これは、ネイティブなmacOS版OOo 2.0を作るためのプロトタイプとして、AppleのCocoa APIを使ってmacOS用OOo 1.xを開発するプロジェクトである。しかし、NeoOffice/Cは実装が非常に難しいことが判明した。アプリケーションは非常に不安定である。そのため、もっと見込みのあるNeoOffice/Jが支持され、NeoOffice/Cは棚上げにされた。
NeoOffice 1.2 のリリース時に、これまでのアプリケーション名から/Jが削られることが発表され NeoOffice に変更された。
2008年10月にMac OS X v10.4以降にネイティブ対応した本家OOo 3.0が公開された。
2012年リリースされたNeoOffice 3.3以降のバージョンは、JavaベースではなくCocoaベースになっている。
2017年に、古いOOo 3.1.1コードベースから、LibreOffice 4.4コードベースに移行が完了した。
2018年時点のバージョンは、Mac App Storeにて有料販売されている。